# JR Gate Tower

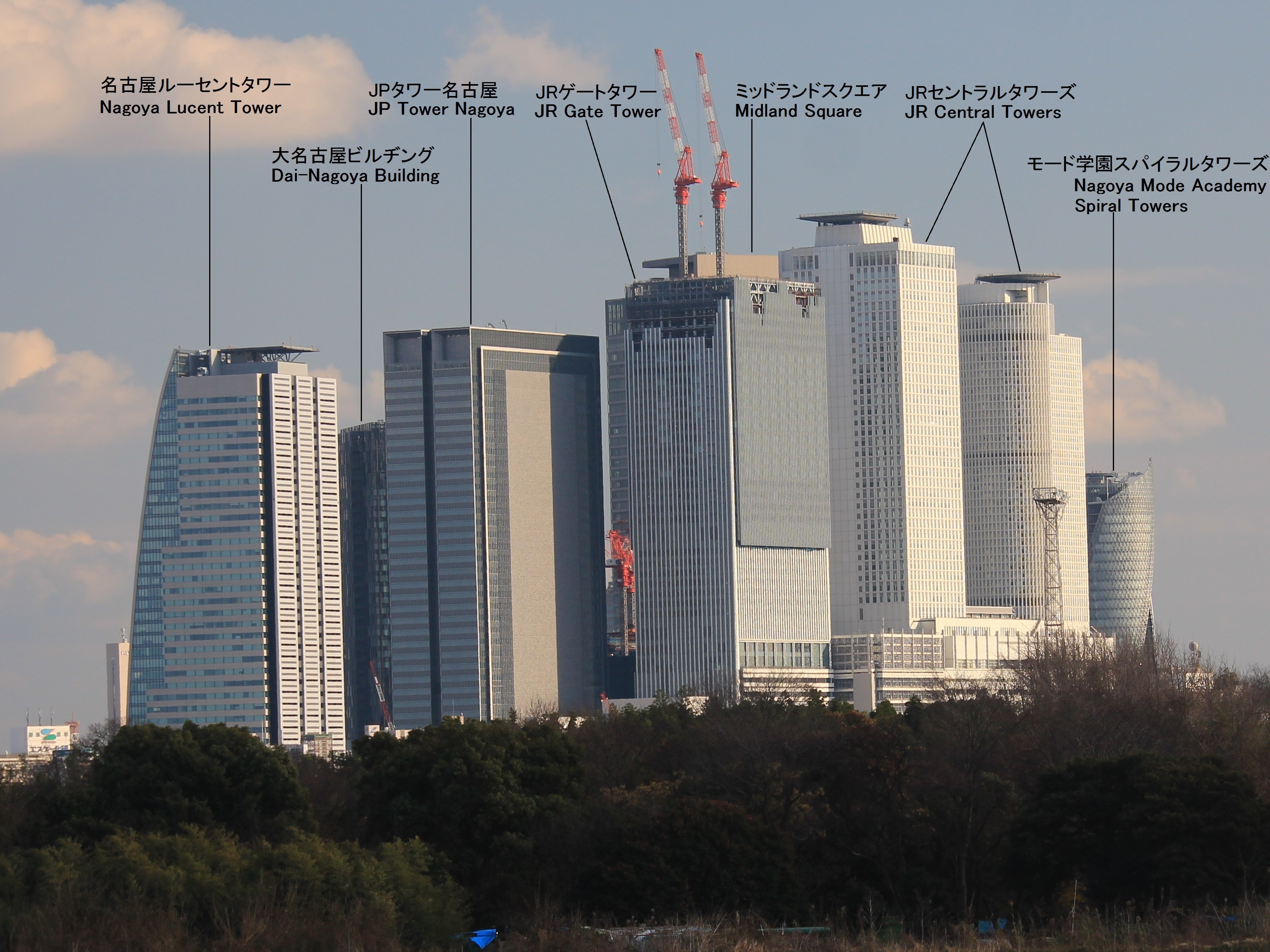
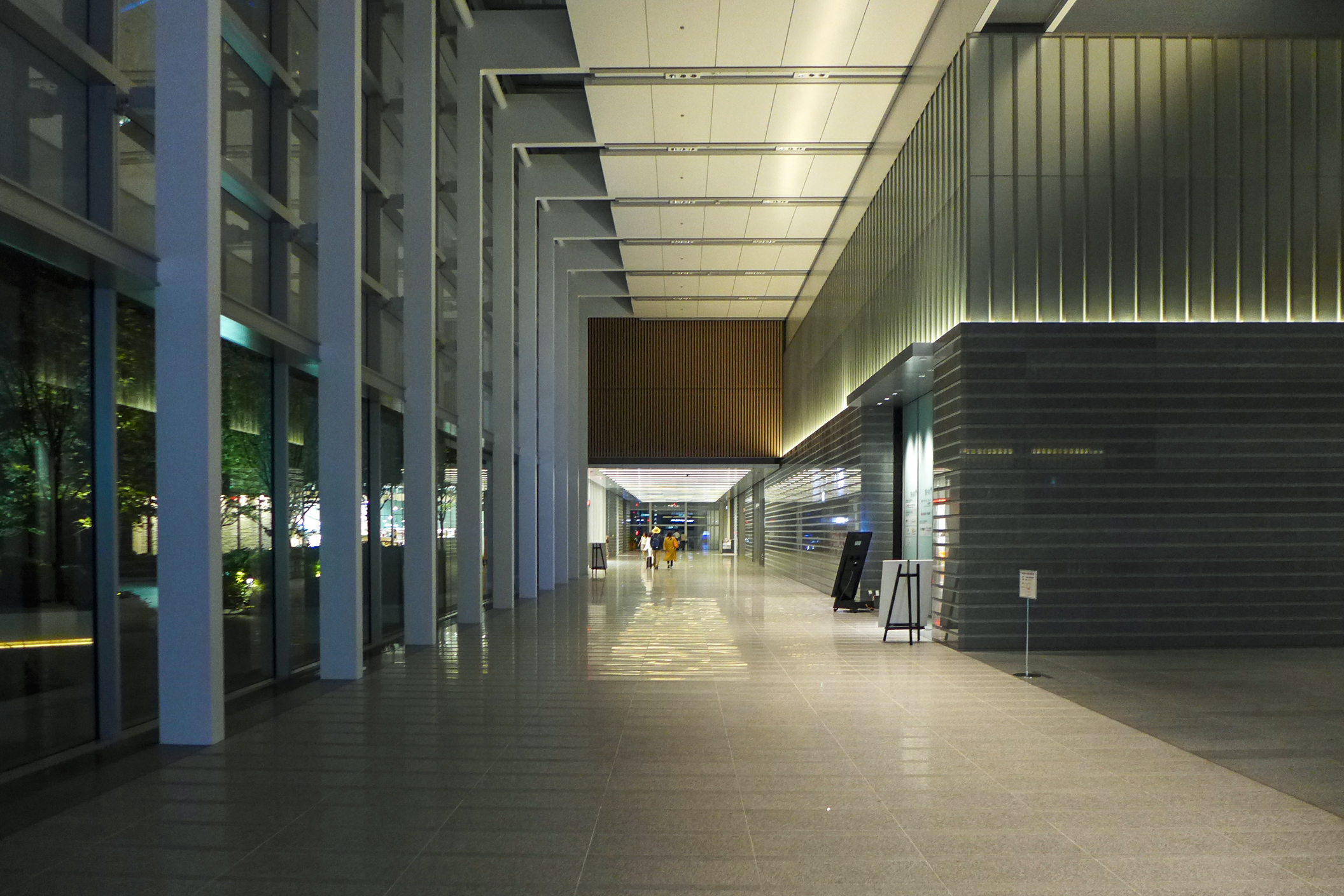
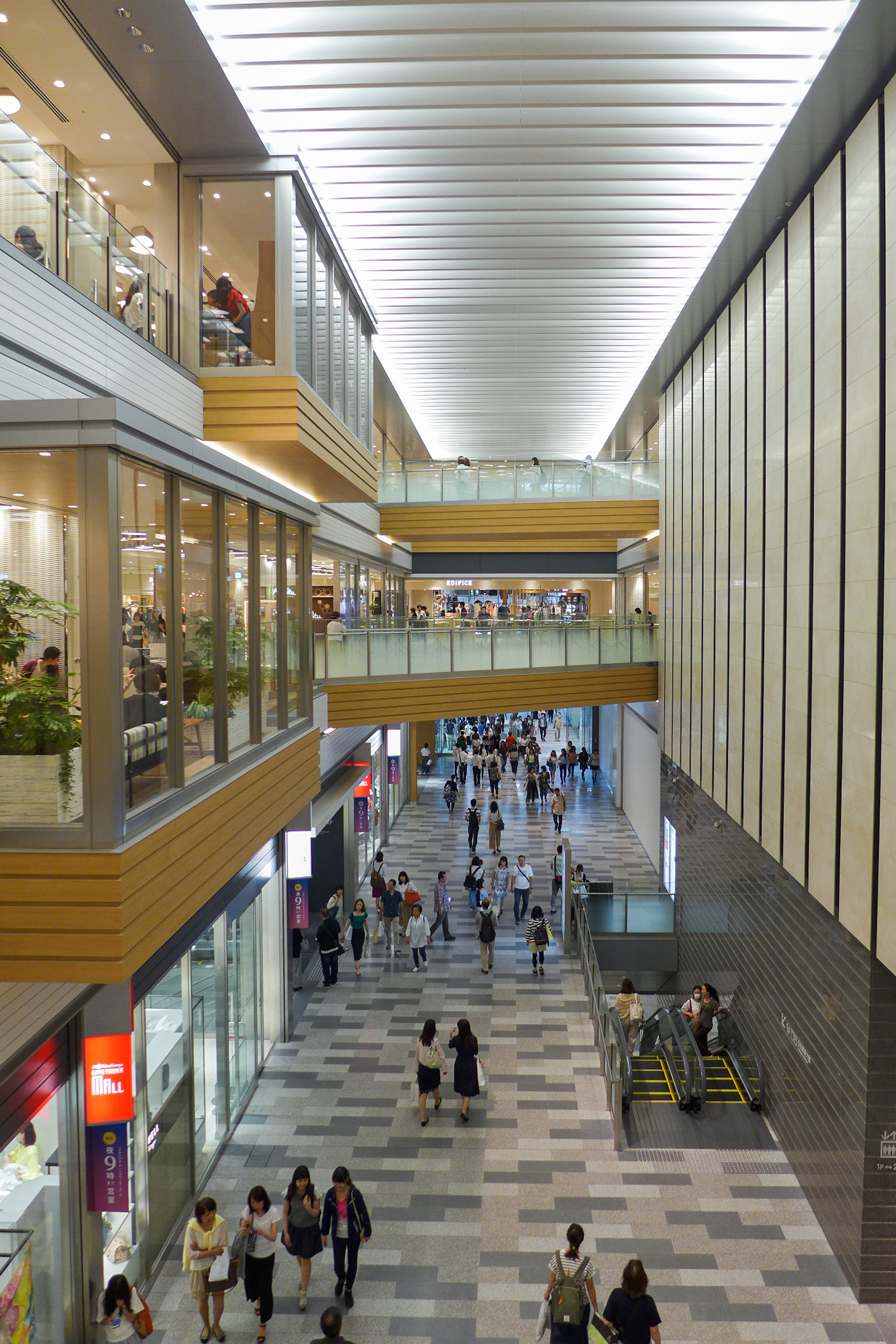

JR Gate Tower (яп. JRゲートタワー Джэа:ру гэ:тотава) — многофункциональный небоскреб, расположен в районе Накамура города Нагоя, префектуры Айти. Строительство небоскреба было завершено в феврале 2017 года. Высота 46-этажного здания составляет 220 метров, также в нём имеется 6 подземных этажей. JR Gate Tower является третьим в списке самых высокий зданий в городе Нагоя, в префектуре Айти и регионе Тюбу. Это девятнадцатый по высоте небоскрёб в Японии по состоянию на 2018 год.